# La battaglia dell'Oder
La battaglia dell'Oder (Весна на Одере) è un film del 1967 diretto da Leon Nikolaevič Saakov.